# Wie (géorgien)
Cette page contient des caractères spéciaux ou non latins. S’ils s’affichent mal (▯, ?, etc.), consultez la page d’aide Unicode.
Ne doit pas être confondu avec ʒ.
Wie, (ვიე en géorgien) est une lettre archaïque de l'alphabet géorgien.

## Représentation informatique
- Unicode[1] :
  - Asomtavruli Ⴣ : U+10C3
  - Mkhedruli et nuskhuri ჳ : U+10F3